# NK Oriolik Oriovac
NK Oriolik hrvatski je nogometni klub iz Oriovca. Osnovan je 1923.
U sezoni 2023./24. se natječe u 3. NL – Istok.
Oriolik je 14. listopada 2023. igrao protiv zagrebačkog Dinama povodom 100. godišnjice postojanja kluba. Oriolik je izgubio 1:3.